# Alejandro Giammattei
Alejandro Eduardo Giammattei Falla (sinh ngày 9 tháng 3 năm 1956) là một chính trị gia người Guatemala, là tổng thống đương nhiệm của Guatemala. Ông là cựu giám đốc của hệ thống nhà tù Guatemala và tham gia cuộc bầu cử tổng thống của Guatemala vào năm 2007, 2011 và 2015. Ông đã giành chiến thắng trong cuộc bầu cử năm 2019  và nhậm chức vào ngày 14 tháng 1 năm 2020.

## Quan điểm chính trị
Giammattei tuyên bố sẽ mang lại án tử hình và cam kết "đè bẹp các băng đảng bạo lực, chống đói nghèo để ngăn chặn di cư và chấm dứt nạn tham nhũng 'kinh tởm'."  Anh ta chống lại hôn nhân đồng giới và phá thai, và hỗ trợ sử dụng quân đội cho an ninh dân sự.